# The Book of Fish
The Book of Fish (en hangul, 자산어보; hanja:玆山魚譜; romanización revisada del coreano: Jasaneobo) es una película surcoreana de 2021, dirigida por Lee Joon-ik y protagonizada por Sol Kyung-gu y Byun Yo-han. Se estrenó el 31 de marzo de 2021, y fue galardonada con numerosos premios, entre ellos el Gran Premio de los 57.º Baeksang Arts.

## Sinopsis
En 1801, durante el período de persecuciones católicas producidas en el reinado de Sunjo, ordena el exilio a la isla de Heuksando para el erudito Jeong Yak-jeon; este conoce allí a un joven pescador (Jang Chang-dae), admirador del confucianismo y de gran conocimiento sobre el mar. Con la ayuda de este Jeong escribe entonces Jasaneobo, el primer libro de biología marina de Corea, basado en la observación directa y el estudio de los peces que viven en las aguas costeras de la isla.

## Reparto
- Sol Kyung-gu como Jeong Yak-jeon.[3][4]
- Byun Yo-han como Jang Chang-dae.[5][6]
- Lee Jung-eun como una mujer de Gageo.[7][8]
- Min Do-hee como Bok-rye.[6][9]
- Cha Soon-bae como Poong-heon.[10][11]
- Kang Ki-young como Lee Kang-hwe.[11][12]
- Dong Bang-woo como el Magistrado de Naju.[13]
- Jung Jin-young como el rey Jeongjo.[14]
- Kim Eui-sung como el oficial Jang.[15]
- Bang Eun-jin como la madre de Changdae.[13][16]
- Ryu Seung-ryong como Jeong Yak-yong.[17][18]
- Jo Woo-jin como el administrador Byeol-jang.[17]
- Choi Won-young como Jeong Yak-jong.[13]
- Yoon Kyung-ho como Moon Soon-deuk.[13][19]
- Jo Seung-yeon como Yi Byeok.[13]
- Kim Jung-pal como Lee Seung-hoon.
- Kim Jun-han como Hwang Sa-yeong.
- Lee Yeong-seok como Sim Hwan-ji.
- Choi Hong-il como Lee Byung-mo.
- Jo Ha-seok como Seo Yong-bo.
- Lee Seon-jo como Jeong Soon-dae.

## Producción
La trama parte de hechos reales aunque introduce elementos de ficción. Son ciertos la existencia del protagonista, su largo exilio a Heuksando, la relación que tuvo allí con una mujer, cuyo nombre se desconoce, y el hecho de que tuvieron un hijo. Jang Chang-dae es un personaje cuya ocupación real no está comprobada, aunque es difícil que fuera verdaderamente un pescador. El gran pez que Chang-dae pesca al principio de la historia es una especie que sí puebla las aguas costeras de Corea, aunque sus ejemplares son muy raros.
The Book of Fish se rodó en blanco y negro, siguiendo una cierta tendencia del cine surcoreano del momento. Según un crítico, el uso del blanco y negro pretende enfatizar el regreso a la simplicidad del protagonista, aunque el director Lee también señala que le sirve para marcar el contraste entre el mundo que viven los personajes de la película y el mundo del espectador.
Se trata del primer drama histórico interpretado por Sol Kyung-gu, pese a sus muchos años de experiencia. Según el director Lee Joon-ik, algunos de los actores del reparto no fueron elegidos por él mismo, sino que fue Sol Kyung-gu quien les invitó a participar en el filme, cosa que hicieron por razones de amistad. Lee añadió que este fue el caso de Choi Won-young, Jo Woo-jin y Yoon Kyung-ho, entre otros.

## Estreno y taquilla
La película se estrenó el 31 de marzo de 2021. Tuvo asimismo una larga trayectoria por festivales y reseñas de cine asiático. Entre otros, el 20.º Festival de Cine Asiático de Nueva York (agosto de 2021), el 26.º Festival Internacional de Cine de Busan, el 10.º Festival de Cine Coreano de Frankfurt (ambas exhibiciones en octubre del mismo año; en la primera Lee Joon-ik ganó el premio al mejor director), el London Korean Film Festival, el 20.º Florence Korea Film Fest y el Festival Internacional de Cine de Habitat en Nueva Delhi (mayo de 2022).

### Taquilla
En las primeras semanas desde su estreno ocupó alternativamente la primera y la segunda posición en la taquilla nacional. En su segundo fin de semana obtuvo 54 000 espectadores, con una audiencia acumulada de 255 000, todo ello en un contexto difícil por causa de la pandemia de Covid-19.
Al final del período de exhibición, la película había reunido a 342 696 espectadores en 1250 salas de cine, que dejaron una taquilla del equivalente a 2,36 millones de dólares norteamericanos. Quedó por este concepto en decimocuarta posición entre las películas surcoreanas del año.

## Crítica
Brenda Chang (Cinema Escapist) señala que un punto en el que falla la película es el de presentar demasiados temas de tipo cultural, religioso o filosófico, que no logra desarrollar. En cambio, «brilla en sus escenas de la vida del pueblo. Con diálogos humorísticos y una inclinación por crear bocetos rápidos de personajes reconocibles, Lee Joon-ik tiene el don de hacer que el espectador se involucre en la vida en pantalla de los aldeanos. Abundan las escenas memorables de la vida cotidiana». Pero más allá de esto el filme pierde fuerza, «se vuelve torpe a medida que pasa por alto los eventos impactantes de la vida», como la paternidad de los protagonistas, que se pasa casi por alto. Concluye Chang: «la película en general se eleva gracias a la fuerza de su diálogo humorístico y su excelente caracterización, que cobran vida gracias a un elenco sólido».
Para Kim Bo-ram (Yonhap News), «la fotografía en blanco y negro hace que la película se sienta como una pintura en tinta de la dinastía Joseon. Las escenas monocromáticas ayudan a que la película se centre más en cada personaje y sus narrativas, mientras que los espectadores incluso tienen la sensación de que el color no es realmente importante en la pieza basada en el guión y la interpretación».
Panos Kotzathanasis (HanCinema) también destaca «la exquisita fotografía monocromática, contrastada y nítida de Lee Eui-tae, quien logra resaltar todos los aspectos de la película de la manera más significativa», así como el montaje de Kim Jeong-hun, «con un ritmo ideal, tanto como la ubicación de los flashbacks y la forma en que se comunican los flashforwards». Todo ello, junto con las interpretaciones «de primera categoría», hacen de la película una de las mejores del año.

## Premios y candidaturas
| Año  | Premios                             | Categoría                  | Candidato        | Resultado | Ref.                 |
| ---- | ----------------------------------- | -------------------------- | ---------------- | --------- | -------------------- |
| 2021 | 57.º Baeksang Arts                  | Gran Premio                | Lee Joon-ik      | Ganador   | [ 2 ]                |
| 2021 | 57.º Baeksang Arts                  | Mejor película             | The Book of Fish | Nominada  | [ 33 ] [ 34 ]        |
| 2021 | 57.º Baeksang Arts                  | Mejor director             | Lee Joon-ik      | Nominado  | [ 33 ] [ 34 ]        |
| 2021 | 57.º Baeksang Arts                  | Mejor actor                | Byun Yo-han      | Nominado  | [ 33 ] [ 34 ]        |
| 2021 | 57.º Baeksang Arts                  | Mejor actor                | Sol Kyung-gu     | Nominado  | [ 33 ] [ 34 ]        |
| 2021 | 57.º Baeksang Arts                  | Mejor guion                | Kim Se-kyum      | Nominado  | [ 33 ] [ 34 ]        |
| 2021 | 57.º Baeksang Arts                  | Mejor fotografía           | Lee Eui-tae      | Nominado  | [ 33 ] [ 34 ]        |
| 2021 | 2021 Chunsa Film Art                | Mejor director             | Lee Joon-ik      | Nominado  | [ 35 ]               |
| 2021 | 2021 Chunsa Film Art                | Mejor actor                | Sol Kyung-gu     | Nominado  | [ 35 ]               |
| 2021 | 2021 Chunsa Film Art                | Mejor guion                | Kim Se-gyeom     | Nominado  | [ 35 ]               |
| 2021 | 30.º Buil Film                      | Mejor película             | The Book of Fish | Nominada  | [ 36 ] [ 37 ]        |
| 2021 | 30.º Buil Film                      | Mejor director             | Lee Joon-ik      | Ganador   | [ 36 ] [ 37 ]        |
| 2021 | 30.º Buil Film                      | Mejor actor                | Byun Yo-han      | Nominado  | [ 36 ] [ 37 ]        |
| 2021 | 30.º Buil Film                      | Mejor actor                | Sol Kyung-gu     | Nominado  | [ 36 ] [ 37 ]        |
| 2021 | 30.º Buil Film                      | Mejor actor de reparto     | Jo Woo-jin       | Nominado  | [ 36 ] [ 37 ]        |
| 2021 | 30.º Buil Film                      | Mejor actriz de reparto    | Lee Jung-eun     | Nominada  | [ 36 ] [ 37 ]        |
| 2021 | 30.º Buil Film                      | Mejor guion                | Kim Se-gyeom     | Nominado  | [ 36 ] [ 37 ]        |
| 2021 | 30.º Buil Film                      | Mejor fotografía           | Lee Eui-tae      | Nominado  | [ 36 ] [ 37 ]        |
| 2021 | 30.º Buil Film                      | Mejor dirección artística  | Lee Jae-Sung     | Nominado  | [ 36 ] [ 37 ]        |
| 2021 | 15.º Asian Film                     | Mejor película             | The Book of Fish | Nominada  | [ 38 ]               |
| 2021 | 15.º Asian Film                     | Mejor director             | Lee Joon-ik      | Nominado  | [ 38 ]               |
| 2021 | 15.º Asian Film                     | Mejor vestuario            | Shim Hyun-seob   | Nominada  | [ 38 ]               |
| 2021 | 15.º Asian Film                     | Mejor dirección artística  | Lee Jae-Sung     | Nominado  | [ 38 ]               |
| 2021 | 42.º Blue Dragon Film               | Mejor película             | The Book of Fish | Nominada  | [ 39 ] [ 40 ] [ 41 ] |
| 2021 | 42.º Blue Dragon Film               | Mejor director             | Lee Jun-ik       | Nominado  | [ 39 ] [ 40 ] [ 41 ] |
| 2021 | 42.º Blue Dragon Film               | Mejor actor                | Sol Kyung-gu     | Ganador   | [ 39 ] [ 40 ] [ 41 ] |
| 2021 | 42.º Blue Dragon Film               | Mejor actor                | Byun Yo-han      | Nominado  | [ 39 ] [ 40 ] [ 41 ] |
| 2021 | 42.º Blue Dragon Film               | Mejor guion                | Kim Se-gyeom     | Ganador   | [ 39 ] [ 40 ] [ 41 ] |
| 2021 | 42.º Blue Dragon Film               | Mejor fotografía           | Lee Eui-tae      | Ganador   | [ 39 ] [ 40 ] [ 41 ] |
| 2021 | 42.º Blue Dragon Film               | Mejor montaje              | Kim Jeong-hun    | Ganador   | [ 39 ] [ 40 ] [ 41 ] |
| 2021 | 42.º Blue Dragon Film               | Mejor música               | Bang Jun-seok    | Ganador   | [ 39 ] [ 40 ] [ 41 ] |
| 2021 | 42.º Blue Dragon Film               | Premio técnico (vestuario) | Shim Hyun-seob   | Nominada  | [ 39 ] [ 40 ] [ 41 ] |
| 2021 | 42.º Blue Dragon Film               | Mejor dirección artística  | Lee Jae-Sung     | Nominado  | [ 39 ] [ 40 ] [ 41 ] |
| 2021 | Korean Association of Film Critics  | Mejor película             | The Book of Fish | Ganadora  | [ 42 ]               |
| 2021 | Korean Association of Film Critics  | Mejor actor                | Sol Kyung-gu     | Ganador   | [ 42 ]               |
| 2021 | Korean Association of Film Critics  | Mejor guion                | Kim Se-gyeom     | Ganador   | [ 42 ]               |
| 2021 | Korean Association of Film Critics  | Premio FIPRESCI            | Lee Jun-ik       | Ganador   | [ 42 ]               |
| 2021 | 41.º Golden Cinematography          | Mejor actor                | Sol Kyung-gu     | Ganador   | [ 43 ] [ 44 ]        |
| 2021 | 41.º Golden Cinematography          | Mejor película             | The Book of Fish | Ganadora  | [ 43 ] [ 44 ]        |
| 2021 | 41.º Golden Cinematography          | Mejor director             | Lee Jun-ik       | Ganador   | [ 43 ] [ 44 ]        |
| 2021 | 41.º Golden Cinematography          | Mejor fotografía           | Lee Eui-tae      | Ganador   | [ 43 ] [ 44 ]        |
| 2021 | 41.º Golden Cinematography          | Mejor actriz revelación    | Min Do-hee       | Ganadora  | [ 43 ] [ 44 ]        |
| 2021 | 8.º Korean Film Writers Association | Mejor director             | Lee Jun-ik       | Ganador   | [ 45 ]               |
| 2021 | 8.º Korean Film Writers Association | Mejor actor                | Sol Kyung-gu     | Ganador   | [ 45 ]               |
| 2021 | 8.º Korean Film Writers Association | Mejor música               | Bang Jun-seok    | Ganador   | [ 45 ]               |
| 2021 | Busan Film Critics                  | Mejor actor                | Byun Yo-han      | Ganador   | [ 46 ]               |
| 2022 | Director's Cut                      | Mejor director             | Lee Joon-ik      | Ganador   | [ 47 ]               |
| 2022 | Director's Cut                      | Mejor guion                | Kim Se-gyeom     | Ganador   | [ 47 ]               |